# Vinogradništvo
Vinogradništvo je gospodarska dejavnost, ki se ukvarja z gojenjem  vinske trte in pridelovanjem grozdja. Trta izvorno raste v območju od Zahodne Evrope do Kaspijskega jezera, a se je izkazala za zelo prilagodljivo rastlino, zato je danes vinogradništvo razvito na vseh celinah razen Antarktike.
Panoga se tesno povezuje z vinarstvom, saj upravljanje nasadov pomembno vpliva na lastnosti grozdja, ki predstavljajo osnovo za pridelavo vina.

## Zgodovina
Velike zasluge za razvoj vinogradništva na Štajerskem je imel nadvojvoda Janez, ki je pripomogel, da so postopoma uvedli nove sorte vinske trte in  na Meranovem leta 1832 ustanovili prvo vinogradniško šolo.